# Тойхерн
Тойхерн (нем. Teuchern) — город в Германии, в земле Саксония-Анхальт. 
Входит в состав района Вайсенфельс. Подчиняется управлению Фир Берге-Тойхернер Ланд.  Население составляет 8859 человек (на 31 декабря 2010 года). Занимает площадь 16,61 км². Официальный код  —  15 2 68 031.
Город подразделяется на 5 городских районов.

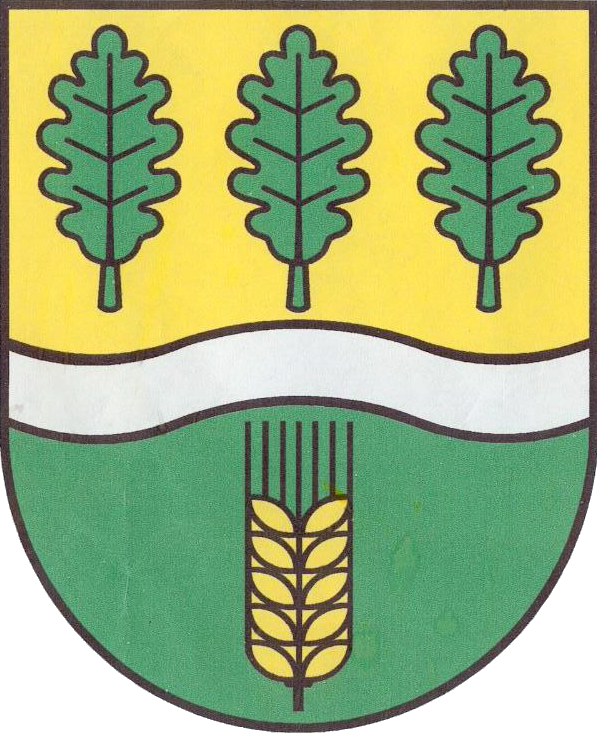
Тойхерн